# 片桐町
片桐町（かたぎりちょう）は、奈良県北西部、生駒郡に属していた町。現在の大和郡山市西部にあたる。晩年は町域を大和郡山市に取り囲まれるような形になっていた。
現在は小学校や中学校にその名を残している。

## 歴史
- 1889年（明治22年）4月1日 - 町村制の施行により、添下郡片桐村が発足。
- 1897年（明治30年）4月1日 - 郡制の施行により所属郡が生駒郡に変更。
- 1950年（昭和25年）5月5日 - 町制施行し、片桐町となる。
- 1957年（昭和32年）3月31日 - 大和郡山市に編入され、同日片桐町廃止。

## 地域

### 大字
参考資料は明治42年1月調査 奈良県生駒郡片桐村是及び大字名称変更について -大和郡山市
- 小泉（）
- 満願寺（）
- 田中（）
- 池之内（）
- 豊浦（）
- 小林（）
- 西田中（）
- 西（）
- 南井（）
- 小南（）

## 交通

### 鉄道路線
- 日本国有鉄道
  - 関西本線
    - 大和小泉駅

### 道路
- 一級国道25号（現：国道25号）
- 整理番号19 奈良県主要地方道奈良大和郡山斑鳩線[1]